# Felipe Muñoz Kapamas
Felipe Muñoz Kapamas (Ciudad de México, 3 de febrero de 1951), conocido como El Tibio o El Tibio Muñoz, es un nadador especialista en braza y político mexicano. En 1997 recibió la Orden Olímpica que reconocía la hazaña. Fue director del Comité Olímpico Mexicano y diputado federal por el Partido Revolucionario Institucional en la LXII Legislatura.

## Carrera
Felipe Muñoz inició su carrera deportiva a los 12 años, en una alberca de 18 metros del Club Vanguardia. Después comenzó a practicar en una piscina de 50 metros en la Unidad Independencia, en la cual acudió John F. Kennedy, quien se encontraba en una visita oficial en México.
En esa época fue cuando recibió su apodo, «El Tibio», porque a Felipe no le gustaba el agua del estanque, la cual le parecía muy fría o muy caliente; por lo que sus compañeros le dieron ese sobrenombre.
Más tarde fue expulsado de la Unidad Independencia, y tuvo que buscar otro centro para entrenar, en la Unidad Morelos del Instituto Mexicano del Seguro Social (IMSS). Ahí Nelson Vargas Bazáñez lo llevaría al éxito. En 1966 se convirtió en seleccionado del IMSS y fue convocado por Ronald Johnson para formar parte de la selección nacional.
Durante los Juegos Olímpicos de México 1968, con 17 años de edad, sorprendió al mundo entero ganando el título olímpico en la prueba de 200 m braza, ya que no era favorito a pesar de haber obtenido el mejor tiempo en las series de clasificación. Al final de la prueba, El Tibio venció al favorito mundial, el soviético Vladimir Kosinsky, cuando faltaban 25 metros de distancia. Terminó la prueba con un tiempo de 2 minutos 28 segundos y 7 centésimas de segundo. Muñoz se convirtió en el primer y único nadador mexicano en ganar una medalla de oro olímpica en natación. Fue nombrado jefe de la delegación mexicana en los Juegos Olímpicos de Atlanta 1996 y presidente del Comité Olímpico Mexicano para el periodo 2000-2005. En 1991 fue nombrado miembro del Salón de la Fama Internacional de Natación, museo donde se encuentran los nombres de las personalidades deportivas más distinguidas en la historia de la natación. Ganó tres medallas de natación.